# برنجاسف هرباآلبا
 برنجاسف هرباآلبا(نام علمی: Artemisia herba-alba) نام یک گونه از سرده درمنه‌ها است.